# Kurung (Ceper)
Kurung is een bestuurslaag in het regentschap Klaten van de provincie Midden-Java, Indonesië. Kurung telt 3010 inwoners (volkstelling 2010).